# مولاي إدريس أغبال
مولاي إدريس أغبال (بالإنجليزية: MOULAY DRISS AGHBAL)‏ هي قرية ريفية تابعة لإقليم الخميسات ضمن جهة الرباط سلا زمور زعير بالمغرب. بلغ مجموع عدد سكان مولاي إدريس أغبال حسب إحصاءات 2004 حوالي 5603 نسمة يعيشون في 974 أسرة.